# 1318.
◄ | 13. stoljeće | 14. stoljeće | 15. stoljeće | ►
◄ | 1280-ih | 1290-ih | 1300-ih | 1310-ih | 1320-ih | 1330-ih | 1340-ih | ►
◄◄ | ◄ | 1315. | 1316. | 1317. | 1318. | 1319. | 1320. | 1321. | ► | ►►
Arhitektura • Astronomija • Glazba • Knjige • Književnost • Kršćanstvo • Medicina • Pravo • Promet • Slikarstvo • Znanost

## Smrti
- Mayta Cápac, četvrti vladar Kraljevstva Cusco

## Vanjske poveznice
|  | Zajednički poslužitelj ima još gradiva o temi 1318. |